# 韦斯特维克市镇

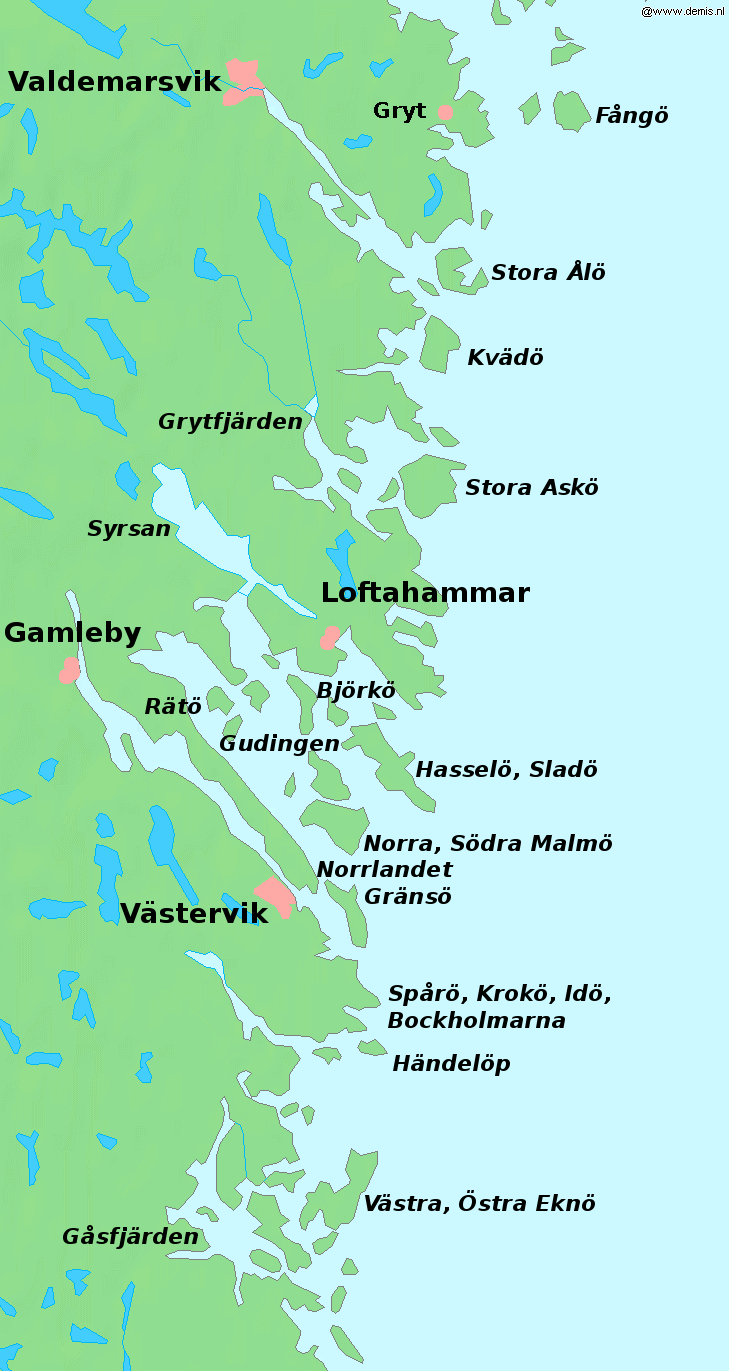
Västervik and Valdemarsvik Municipality are part of the Tjust region with a rich archipelago.

韦斯特维克市镇（瑞典語：Västerviks kommun）是瑞典东南部卡尔马省的一个市镇。其治所位于韦斯特维克。